# Bučerca
Bučerca este o localitate din comuna Krško, Slovenia, cu o populație de 83 de locuitori.